# Livstid
Livstid (en inglés: "Annika Bengtzon: Crime Reporter - Lifetime"), es una película sueca estrenada el 15 de agosto de 2012 dirigida por Ulf Kvensler.
La película es la quinta y penúltima entrega de la franquicia de la serie de películas Annika Bengtzon.
Basada en el personaje ficticio de la periodista Annika Bengtzon, protagonista de varias novelas de la escritora sueca Liza Marklund.

## Sinopsis
Cuando un oficial de la policía es encontrado muerto en su cama y su hijo de 4 años Alexander desaparecido, la policía y la reportera de crímenes Annika Bengtzon tratan de resolver el asesinato y encontrar al niño desaparecido antes de que sea demasiado tarde.

## Personajes

### Personajes principales
| Actor            | Personaje         | Ocupación                                  |
| ---------------- | ----------------- | ------------------------------------------ |
| Malin Crépin     | Annika Bengtzon   | Periodista de Crímenes del "Kvällspressen" |
| Erik Johansson   | Patrik Nilsson    | Reportero de Crímenes del "Kvällspressen"  |
| Leif Andrée      | Spiken            | Director de Noticias del "Kvällspressen"   |
| Björn Kjellman   | Anders Schyman    | Jefe de Redacción del "Kvällspressen"      |
| Kajsa Ernst      | Berit Hamrin      | Periodista de Crímenes del "Kvällspressen" |
| Richard Ulfsäter | Thomas Samuelsson | Esposo de Annika                           |
| Felix Engström   | Q                 | -                                          |

### Personajes secundarios
| Actor                    | Personaje       | Ocupación                   |
| ------------------------ | --------------- | --------------------------- |
| Jonas Malmsjö            | Christer Bure   | -                           |
| Sandra Andreis           | Julia Lindholm  | -                           |
| Christopher Wollter      | David Lindholm  | -                           |
| Tanja Lorentzon          | Yvonne Nordin   | -                           |
| Johan H:son Kjellgren    | Karl Jingert    | -                           |
| Anders Palm              | Holger          | -                           |
| Niklas Åkerfelt          | Timo            | -                           |
| Ellen Mattsson           | Nina Hoffman    | -                           |
| Peter Gardiner           | Peter Sisulu    | -                           |
| Hanna Alström            | Sophia Grenborg | -                           |
| Andreas Rothlin-Svensson | Bertil Strand   | -                           |
| Elvira Franzén           | Ellen           | Hija de Annika y Thomas     |
| Edvin Ryding             | Kalle           | Hijo de Annika y Thomas     |
| Andreas Junzell          | Hunter          | -                           |
| Jonathan Szücs Blomqvist | Alexander       | -                           |
| Charlotta Gurestam       | Johanna         | -                           |
| Christopher Wagelin      | Andersson       | -                           |
| Kristina Törnqvist       | Angela Nilsson  | -                           |
| Magnus Eriksson          | -               | Jefe de la Policía Nacional |
| Ann-Christine Zachrisson | -               | Arbitró                     |
| Robin Stegmar            | -               | Abogado Defensor            |
| Paula Brandt             | -               | Vecino                      |
| Sofia Rönnegård          | -               | Maestra                     |
| Anna Lindmarker          | -               | Presentadora                |
| Peter Carlberg           | -               | Hombre con Chaqueta         |

## Producción
La película fue dirigida por Ulf Kvensler, escrita por Antonia Pyk (en el guion) estuvo basada en las novelas de la escritora sueca Liza Marklund.
Fue producida por Jenny Gilbertsson en coproducción con Hans-Wolfgang Jurgan, Lone Korslund y Åsa Sjöberg, contó con el apoyo de los productores ejecutivos Anni Faurbye Fernandez, Jessica Ericstam, Ole Søndberg y Mikael Wallen, así como el productor de posproducción Fredrik Zander y la productora de línea Susanne Tiger.
La música estuvo a cargo de Adam Nordén, mientras que cinematografía estuvo en manos de Victor Davidson y la edición fue realizada por Håkan Karlsson.
La quinta entrega fue estrenada el 15 de agosto del 2012 en Suecia.	
Contó con la compañía productora "Yellow Bird" en coproducción con "Degeto Film", "TV4 Nordisk Television", "Nordisk Film" y "Filmpool Nord", la película también contó con el apoyo de la compañía "Chimney Pot, The" (en los efectos visuales), "Dagsljus Filmequipment", "Ljudligan" y "Stuntmakers".
En el 2012 fue distribuida por "Zodiak Rights" alrededor de todo el mundo por DVD, por "Nordisk Film" en DVD en Suecia, por "Katholieke Radio Omroep (KRO)" en televisión y por "Lumière Home Entertainment" en DVD en los Países Bajos. Finalmente en el 2013 fue distribuida por "AXN Crime" a través de la televisión en Hungría.

### Emisión en otros países
| País           | Título                                               | Fecha de Estreno                                |
| -------------- | ---------------------------------------------------- | ----------------------------------------------- |
| Alemania       | Ein Fall für Annika Bengtzon: Lebenslänglich         | 19 de mayo de 2013 (estreno en televisión)      |
| Bulgaria       | Аника Бенгцон: Криминален репортер                   | -                                               |
| Dinamarca      | Livstid                                              | -                                               |
| Estados Unidos | Annika Bengtzon: Crime Reporter - Lifetime           | -                                               |
| Finlandia      | Elinkautinen                                         | -                                               |
| Hungría        | Annika Bengtzon - A bűn nyomában: A bűnügyi riporter | 3 de marzo de 2013 (estreno en televisión)      |
| Italia         | Annika: Crime reporter - Finché morte non ci separi  | 22 de diciembre de 2013 (estreno en televisión) |
| Países Bajos   | -                                                    | 26 de junio de 2012                             |
| Polonia        | Z rubryki kryminalnej: Dozywocie                     | -                                               |